# Olympische Sommerspiele 2004/Leichtathletik – 50 km Gehen (Männer)

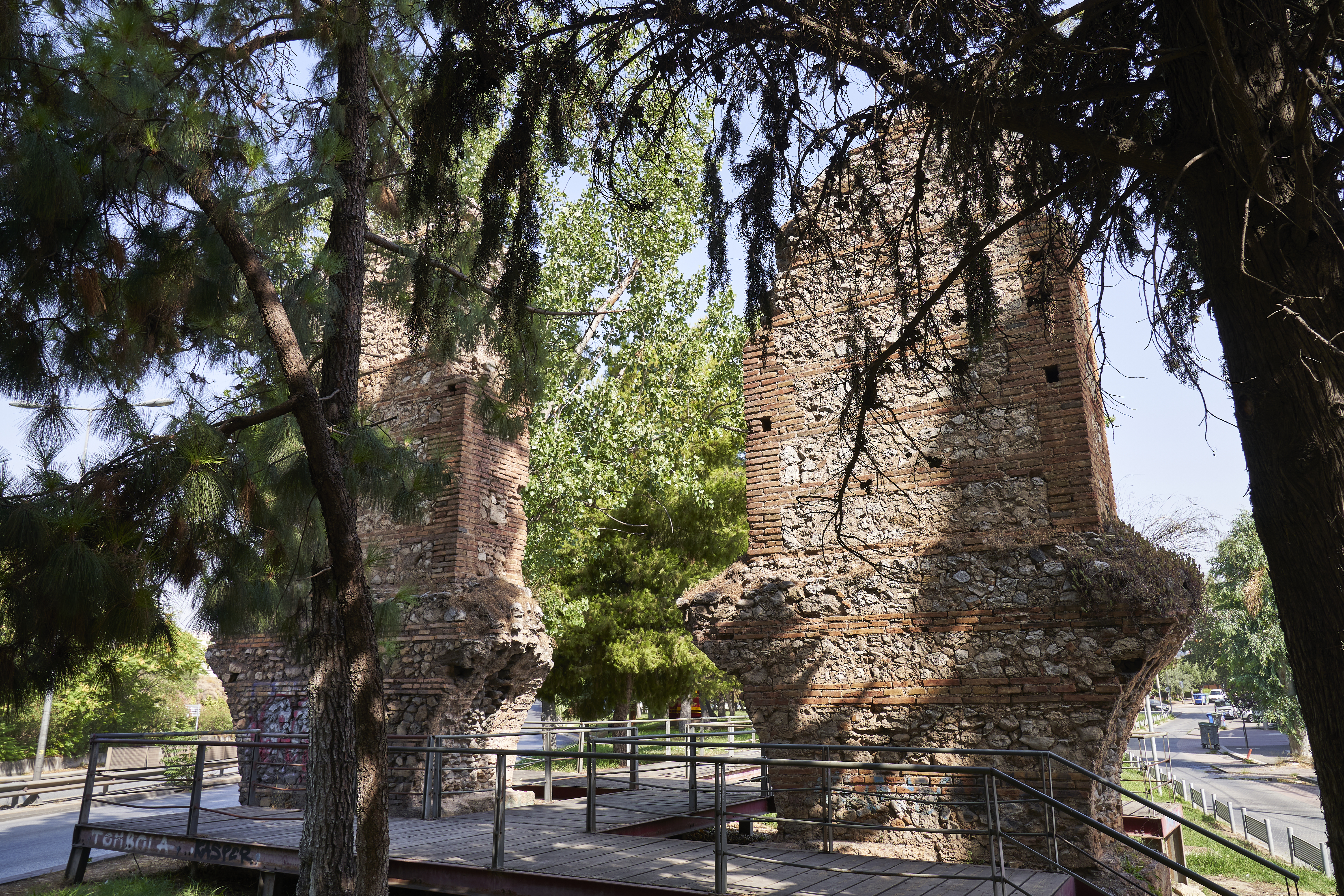
Das ehemalige römische Aquädukt in der Athener Kapodistriou Avenue
im Jahr 2021

Das 50-km-Gehen der Männer bei den Olympischen Spielen 2004 in Athen wurde 27. August 2004 auf einem Rundkurs südlich des Olympiastadions Athen ausgetragen. 54 Athleten gingen an den Start, 41 erreichten das Ziel.
Olympiasieger wurde der Pole Robert Korzeniowski. Er gewann vor den Russen Denis Nischegorodow und Alexei Wojewodin.
Der deutsche Geher André Höhne musste das Rennen aufgeben, sein Mannschaftskamerad Andreas Erm wurde disqualifiziert.

Athleten aus der Schweiz, Österreich und Liechtenstein nahmen nicht teil.

## Aktuelle Titelträger
| Olympiasieger 2000                      | Robert Korzeniowski ( Polen)                | 3:42,22 h                                   | Sydney 2000                                 |
| Weltmeister 2003                        | Robert Korzeniowski ( Polen)                | 3:36,03 h                                   | Paris 2003                                  |
| Europameister 2002                      | Robert Korzeniowski ( Polen)                | 3:36,39 h                                   | München 2002                                |
| Panamerikanischer Meister 2003          | Germán Sánchez ( Mexiko)                    | 4:05,02 h                                   | Santo Domingo 2003                          |
| Zentralamerika und Karibik-Meister 2003 | 50-km-Gehen nicht im Meisterschaftsprogramm | 50-km-Gehen nicht im Meisterschaftsprogramm | 50-km-Gehen nicht im Meisterschaftsprogramm |
| Südamerika-Meister 2004                 | Luis Villagra ( Chile)                      | 4:16,45 h                                   | Los Ángeles 2004                            |
| Asienmeister 2003                       | 50-km-Gehen nicht im Meisterschaftsprogramm | 50-km-Gehen nicht im Meisterschaftsprogramm | 50-km-Gehen nicht im Meisterschaftsprogramm |
| Afrikameister 2004                      | 50-km-Gehen nicht im Meisterschaftsprogramm | 50-km-Gehen nicht im Meisterschaftsprogramm | 50-km-Gehen nicht im Meisterschaftsprogramm |
| Ozeanienmeister 2002                    | 50-km-Gehen nicht im Meisterschaftsprogramm | 50-km-Gehen nicht im Meisterschaftsprogramm | 50-km-Gehen nicht im Meisterschaftsprogramm |

## Rekorde

### Bestehende Rekorde
| Weltrekord         | 3:36:03 h | Robert Korzeniowski ( Russland)      | Paris, Frankreich               | 27. August 2003    |
| Olympischer Rekord | 3:38:29 h | Wjatscheslaw Iwanenko ( Sowjetunion) | 50-km-Gehen von Seoul, Südkorea | 30. September 1988 |

Anmerkungen:
- Offizielle Weltrekorde im Straßengehen führte der Internationale Leichtathletikverband IAAF erstmals bei den Weltmeisterschaften 2003, vorher galt hier wegen der unterschiedlichen Streckenbeschaffenheiten der Begriff „Weltbestleistung“. Mindestvoraussetzung für die Anerkennung einer Leistung als Weltrekord ist die Streckenführung über einen Kurs mit identischem Start- und Zielpunkt, damit gesichert ist, dass die Route insgesamt keine Gefälle hat.[2]
- Der Russe Denis Nischegorodow erzielte am 14. Juni 2004 im russischen Tscheboksary eine Zeit von 3:35:29 h und war damit um mehr als eine halbe Minute schneller als Korzeniowski. Da jedoch keine Dopingkontrollen stattfanden, was für die Anerkennung eines Weltrekordes obligatorisch ist, konnte Nischegorodows Leistung nicht in die Liste der Weltrekorde aufgenommen werden.

Der bestehende olympische Rekord wurde bei diesen Spielen nicht erreicht. Olympiasieger Robert Korzeniowski aus Polen verfehlte den Rekord mit seinen 3:38:46 h allerdings nur um siebzehn Sekunden. Zum Weltrekord fehlten ihm 2:43 Minuten.

### Rekordverbesserung
Im Wettbewerb am 27. August wurde ein neuer Landesrekord aufgestellt:

3:53:04 h – Jefferson Pérez, Ecuador

## Streckenführung
Der Wettbewerb wurde im Olympiastadion Athen gestartet. Die Route verlief gleich anschließend außerhalb des Stadions und führte nach Süden auf einen Rundkurs von zwei Kilometern Länge. Dieser Rundkurs verlief zunächst südwärts über die Lavrou bis zur Kapodistriou. Hier gab es einen Wendepunkt, an dem die Strecke zurückführte. Dabei ging es noch in einer Schleife ostwärts in die Neapoleos. Nach 24 Runden führte der Weg wieder zurück ins Stadion.

## Ausgangssituation
Als Topfavorit galt der zweifache Olympiasieger, zweifache Weltmeister und zweifache Europameister Robert Korzeniowski aus Polen. Anwärter auf die weiteren Medaillen waren der russische WM-Vierte und Vizeeuropameister Alexei Wojewodin, der deutsche WM-Dritte Andreas Erm, der allerdings verletzungsbedingt mit Trainingsrückstand antrat, der russische WM-Fünfte Denis Nischegorodow und der spanische Vizeweltmeister von 2003 Jesús Ángel García.

## Zwischenzeiten

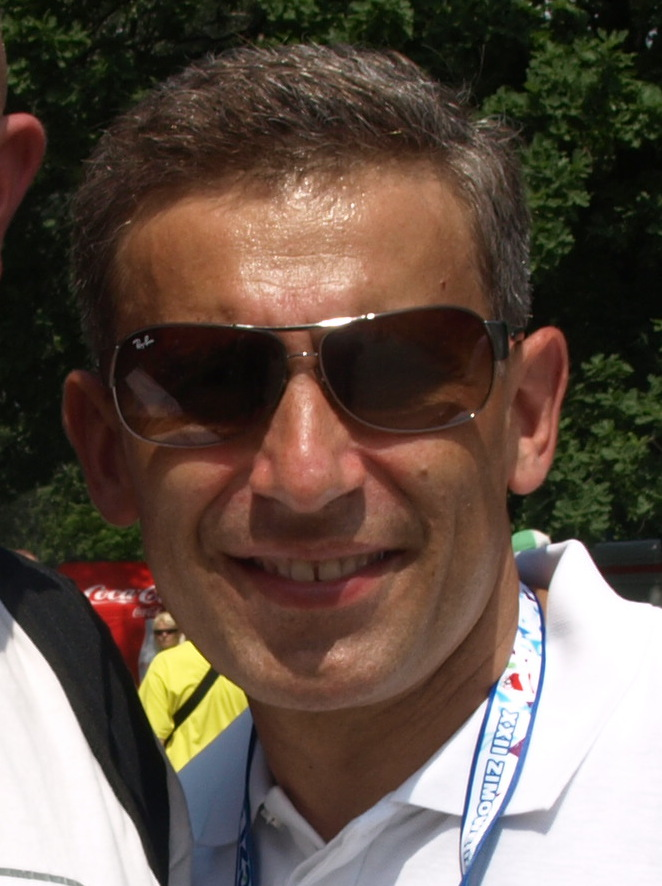
Der vierte Olympiasieg Robert Korzeniowski

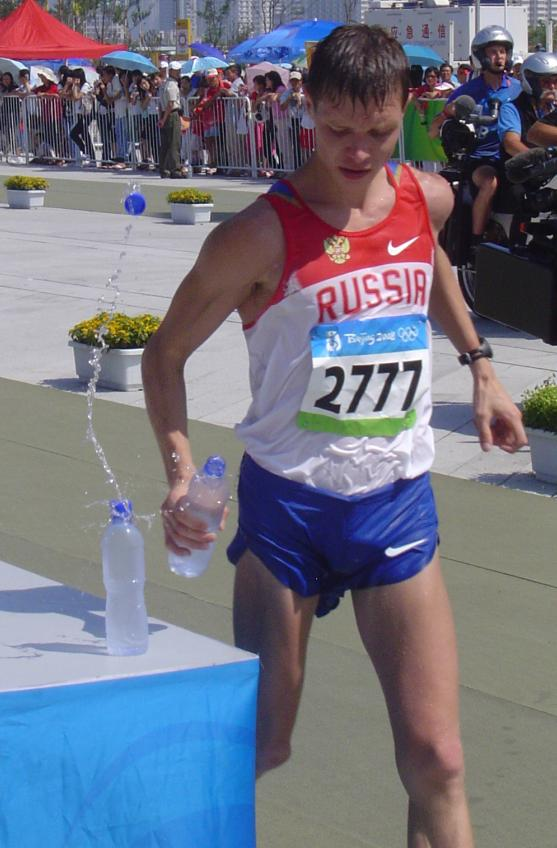
Silbermedaillengewinner Denis Nischegorodow

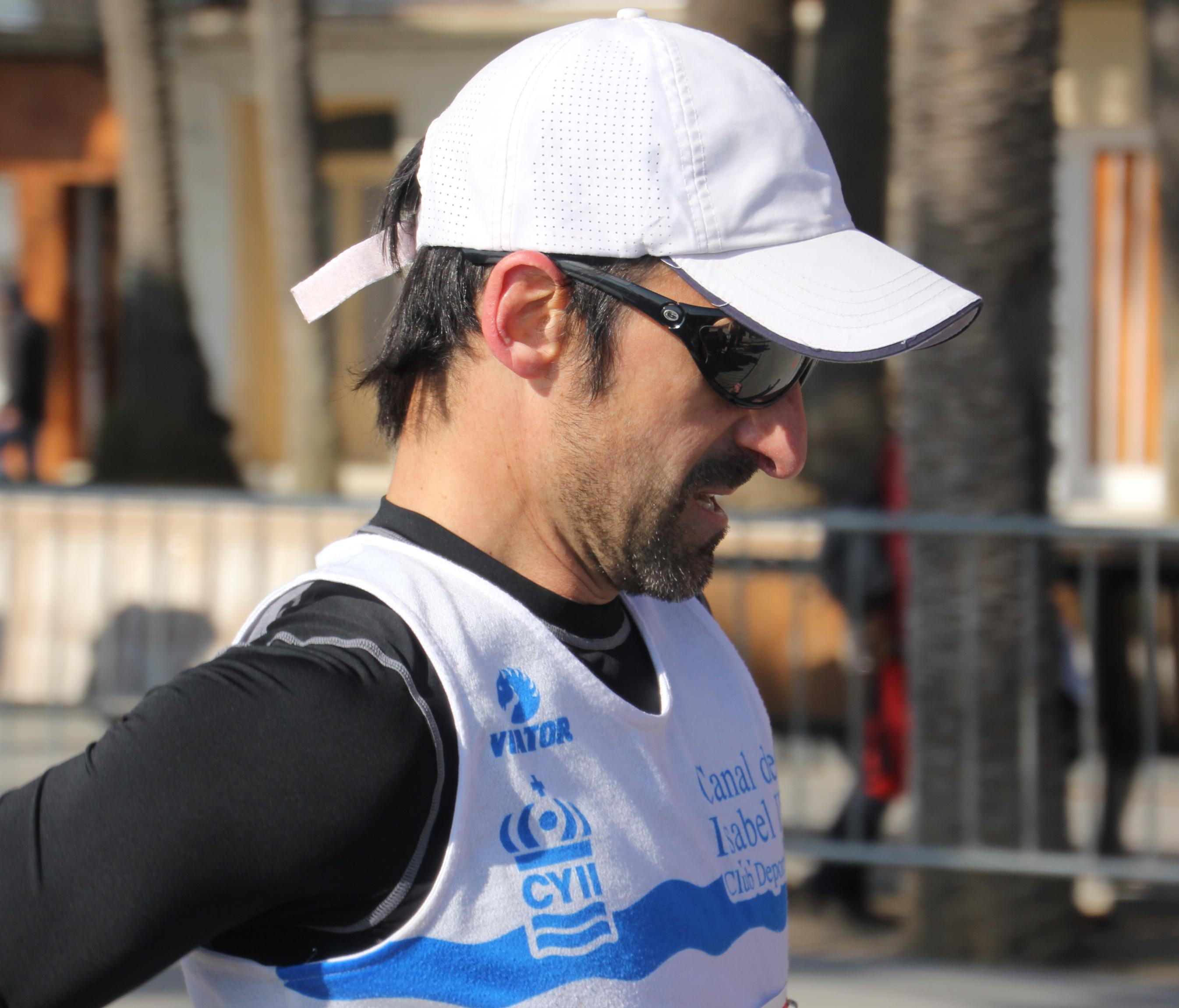
Jesús Ángel García wurde Olympiafünfter

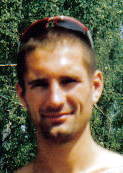
Sechster Platz für Roman Magdziarczyk

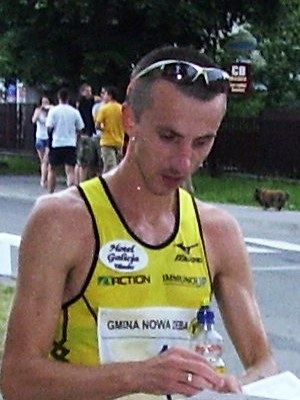
Grzegorz Sudoł belegte den Rang sieben

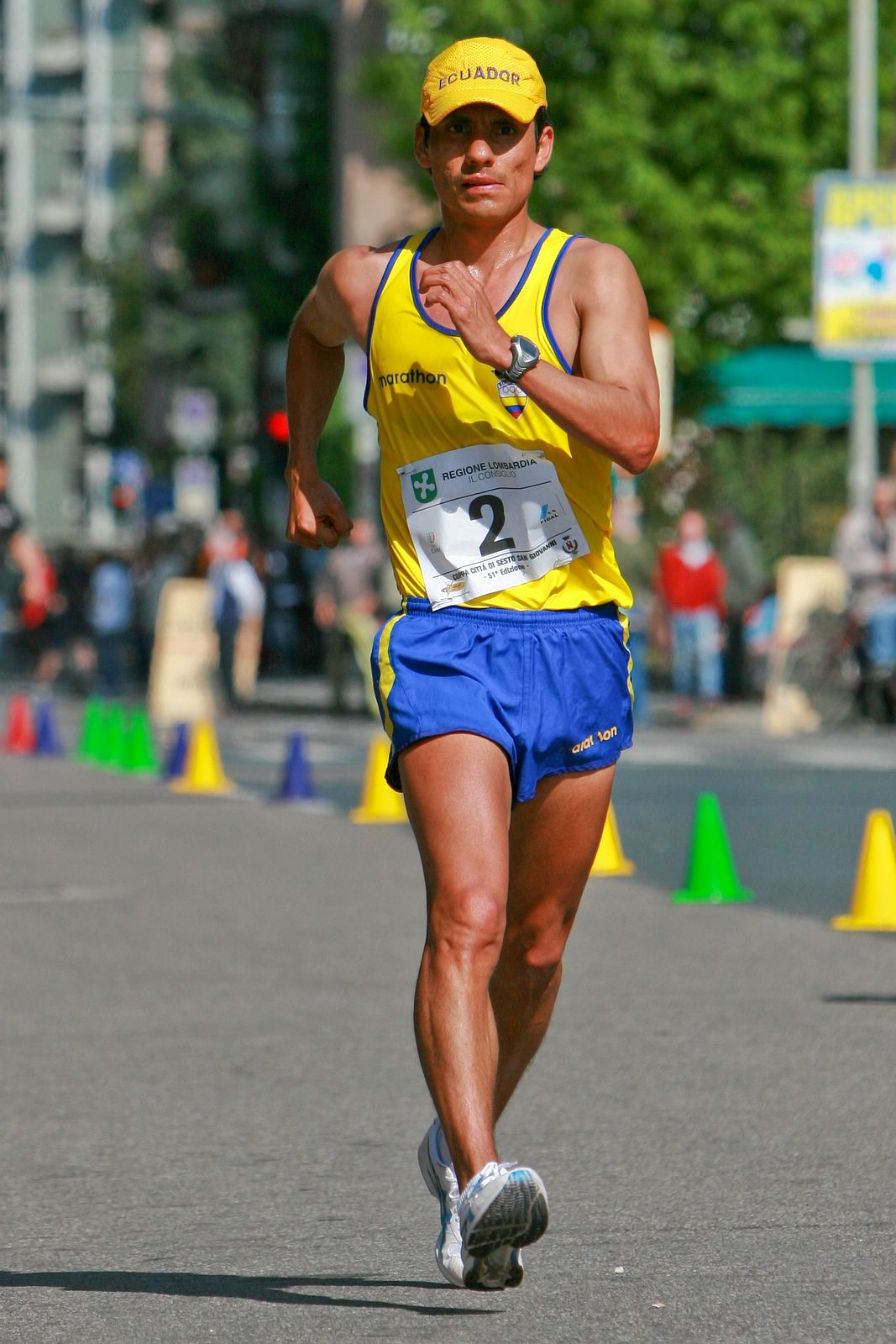
Der Olympiazwölfte Jefferson Pérez

| Marke | Zwischenzeit | Führende(r)                                                  | 5-km-Zeit |
| ----- | ------------ | ------------------------------------------------------------ | --------- |
| 5 km  | 22:21 min    | Korzeniowski, Erm, Chaohong, Fadejevs, Deakes, Nischegorodow | 22:21 min |
| 10 km | 44:48 min    | Nischegorodow, Korzeniowski, Fadejevs, Deakes, Yu, Erm       | 22:27 min |
| 15 km | 1:06:27 h00  | Nischegorodow, Korzeniowski, Yu, Erm, Deakes                 | 21:39 min |
| 20 km | 1:27:54 h00  | Nischegorodow, Korzeniowski, Yu, Deakes                      | 21:27 min |
| 25 km | 1:49:18 h00  | Korzeniowski, Nischegorodow, Yu, Deakes                      | 21:24 min |
| 30 km | 2:10:57 h00  | Korzeniowski, Nischegorodow, Deakes, Yu                      | 21:39 min |
| 35 km | 2:32:12 h00  | Korzeniowski                                                 | 21:15 min |
| 40 km | 2:53:42 h00  | Korzeniowski                                                 | 21:30 min |
| 45 km | 3:15:48 h00  | Korzeniowski                                                 | 22:06 min |
| 50 km | 3:38:46 h00  | Robert Korzeniowski                                          | 22:58 min |

## Ergebnis
27. August 2004 um 7:00 Uhr, Ortszeit Athen (UTC+2)
| Platz | Athlet                        | Land                   | Zeit (h)          | Verwarnungen       | Anmerkung |
| ----- | ----------------------------- | ---------------------- | ----------------- | ------------------ | --------- |
| 01    | Robert Korzeniowski           | Polen                  | 3:38:46           | Bod                |           |
| 02    | Denis Nischegorodow           | Russland               | 3:42:50           |                    |           |
| 03    | Alexei Wojewodin              | Russland               | 3:43:34           |                    |           |
| 04    | Yu Chaohong                   | Volksrepublik China    | 3:43:45           | Bod                |           |
| 05    | Jesús Ángel García            | Spanien                | 3:44:42           | Knie / Knie        |           |
| 06    | Roman Magdziarczyk            | Polen                  | 3:48:11           | Bod                |           |
| 07    | Grzegorz Sudoł                | Polen                  | 3:49:09           | Knie               |           |
| 08    | Santiago Pérez                | Spanien                | 3:49:48           |                    |           |
| 09    | Juri Andronow                 | Russland               | 3:50:28           |                    |           |
| 10    | A Latangadasu                 | Volksrepublik China    | 3:51:55           | Knie               |           |
| 11    | Aigars Fadejevs               | Lettland               | 3:52:52           | Bod                |           |
| 12    | Jefferson Pérez               | Ecuador                | 3:53:04           |                    | NR        |
| 13    | Trond Nymark                  | Norwegen               | 3:53:20           | Bod / Bod          |           |
| 14    | Peter Korčok                  | Slowakei               | 3:54:22           | Knie / Knie        |           |
| 15    | Miguel Ángel Rodríguez        | Mexiko                 | 3:55:43           | Knie               |           |
| 16    | Yūki Yamazaki                 | Japan                  | 3:57:00           | Bod / Bod          |           |
| 17    | Germán Sánchez                | Mexiko                 | 3:58:33           | Bod                |           |
| 18    | Miloš Bátovský                | Slowakei               | 3:59:11           |                    |           |
| 19    | Andrej Szepantschuk           | Belarus                | 3:59:32           |                    |           |
| 20    | Sergej Korepanow              | Kasachstan             | 3:59:33           |                    |           |
| 21    | Eddy Riva                     | Frankreich             | 4:00:25           | Knie               |           |
| 22    | David Boulanger               | Frankreich             | 4:01:32           |                    |           |
| 23    | Aleksandar Raković            | Serbien und Montenegro | 4:02:06           |                    |           |
| 24    | Zoltán Czukor                 | Ungarn                 | 4:03:51           | Knie               |           |
| 25    | Modris Liepiņš                | Lettland               | 4:04:26           |                    |           |
| 26    | Sérgio Galdino                | Brasilien              | 4:05:02           | Knie               |           |
| 27    | Kim Dong-young                | Südkorea               | 4:05:16           |                    |           |
| 28    | Jani Lehtinen                 | Finnland               | 4:05:35           |                    |           |
| 29    | Craig Barrett                 | Neuseeland             | 4:06:48           | Knie               |           |
| 30    | Daugvinas Zujus               | Litauen                | 4:09:41           | Bod                |           |
| 31    | Timothy Berrett               | Kanada                 | 4:10:31           | Bod                |           |
| 32    | Curt Clausen                  | USA                    | 4:11:31           | Knie / Bod         |           |
| 33    | José Antonio González Conacho | Spanien                | 4:11:51           |                    |           |
| 34    | Jorge Costa                   | Portugal               | 4:12:24           | Knie               |           |
| 35    | Philip Dunn                   | USA                    | 4:12:49           |                    |           |
| 36    | Kazimír Verkin                | Slowakei               | 4:13:11           | Knie               |           |
| 37    | Rustam Kuwatow                | Kasachstan             | 4:13:40           |                    |           |
| 38    | Miloš Holuša                  | Tschechien             | 4:15:01           |                    |           |
| 39    | Georgios Argiropoulos         | Griechenland           | 4:17:25           |                    |           |
| 40    | Mário dos Santos              | Brasilien              | 4:20:11           | Knie / Knie        |           |
| 41    | János Tóth                    | Ungarn                 | 4:29:33           |                    |           |
| DNF   | Mario Iván Flores             | Mexiko                 |                   | Bod                |           |
| DNF   | Luis Fernando García          | Mexiko                 |                   |                    |           |
| DNF   | Han Yucheng                   | Volksrepublik China    |                   |                    |           |
| DNF   | André Höhne                   | Deutschland            |                   |                    |           |
| DNF   | Spiridon Kastanis             | Griechenland           |                   |                    |           |
| DNF   | Denis Langlois                | Frankreich             |                   |                    |           |
| DNF   | Pedro Martins                 | Portugal               |                   |                    |           |
| DNF   | Theodoros Stamatopoulos       | Griechenland           |                   |                    |           |
| DSQ   | Giovanni De Benedictis        | Italien                |                   | Knie / Knie / Knie |           |
| DSQ   | Nathan Deakes                 | Australien             | Knie / Knie / Bod |                    |           |
| DSQ   | Andreas Erm                   | Deutschland            | Bod / Bod / Knie  |                    |           |
| DSQ   | Julio René Martínez           | Guatemala              | Bod / Bod / Bod   |                    |           |
| DSQ   | Takayuki Tanii                | Japan                  | Knie / Bod / Bod  |                    |           |

## Wettbewerbsverlauf
Zu Beginn des Wettbewerbs übernahmen die drei Chinesen Yu Chaohong, Han Yucheng und A Latangadasu die Führungsarbeit. Als es in den Rundkurs ging, verschärfte Han das Tempo und erarbeitete sich und seinen Landsleuten einen Vorsprung. Jedoch fiel Han bald zurück ins Hauptfeld. Der Australier Nathan Deakes, die beiden Russen Nischegorodow und Wojewodin, Korzeniowski, der Lette Aigars Fadejevs sowie Erm schlossen schnell zu den beiden führenden Chinesen auf, von denen Latangadasu schon bald das Tempo nicht mehr mitgehen konnte. Aus dieser sechsköpfigen Spitzengruppe musste Fadejevs als erster Geher abreißen lassen, bald konnte auch Erm das Tempo nicht mehr halten und nach Kilometer dreißig fiel Deakes ebenfalls aus der Gruppe. Erm und Deakes wurden wenig später disqualifiziert. Schnell waren Korzeniowski und Nischegorodow alleine vorn, denn auch Yu fiel jetzt zurück.
Doch auch diese Zweiergruppe hatte nur kurzzeitig Bestand. Nach Kilometer dreißig forcierte Korzeniowski noch einmal und Nischegorodow musste den Polen ziehen lassen. Bei Kilometer 35 betrug Korzeniowskis Vorsprung bereits eine halbe Minute. Gut zwanzig Sekunden hinter dem Russen folgte Yu, der wiederum drei Minuten Vorsprung auf den jetzt viertplatzierten Wojewodin hatte. Korzeniowski ging vorne einen einsamen Wettkampf. Sein Vorsprung wuchs immer weiter und auch auf den Rängen dahinter schien die Entscheidung über die Verteilung der Medaillen gefallen zu sein. Nischegorodows Vorsprung auf Yu vergrößerte sich ebenfalls und noch bei Kilometer 45 lag Yu als Dritter ca. eineinhalb Minuten vor Wojewodin. Doch der Russe holte stetig auf gegen den immer mehr nachlassenden Yu.
Am Ende konnte Robert Korzeniowski nach 3:38:46 h seinen dritten Olympiasieg in Folge auf dieser Distanz feiern. Sein Vorsprung auf den Silbermedaillengewinner Denis Nischegorodow betrug über vier Minuten. Und dahinter verlor Yu Chaohong seinen dritten Platz doch noch. Alexei Wojewodin schob sich vorbei am Chinesen und gewann mit neun Sekunden Vorsprung die Bronzemedaille.
Robert Korzeniowski war der erste Geher, der dreimal das 50-km-Gehen gewinnen konnte. Nachdem er bei den Spielen 2000 auch Olympiasieger im 20-km-Wettbewerb geworden war, hatte er nun bereits seine vierte Goldmedaille errungen und war damit der erfolgreichste Geher der olympischen Geschichte.

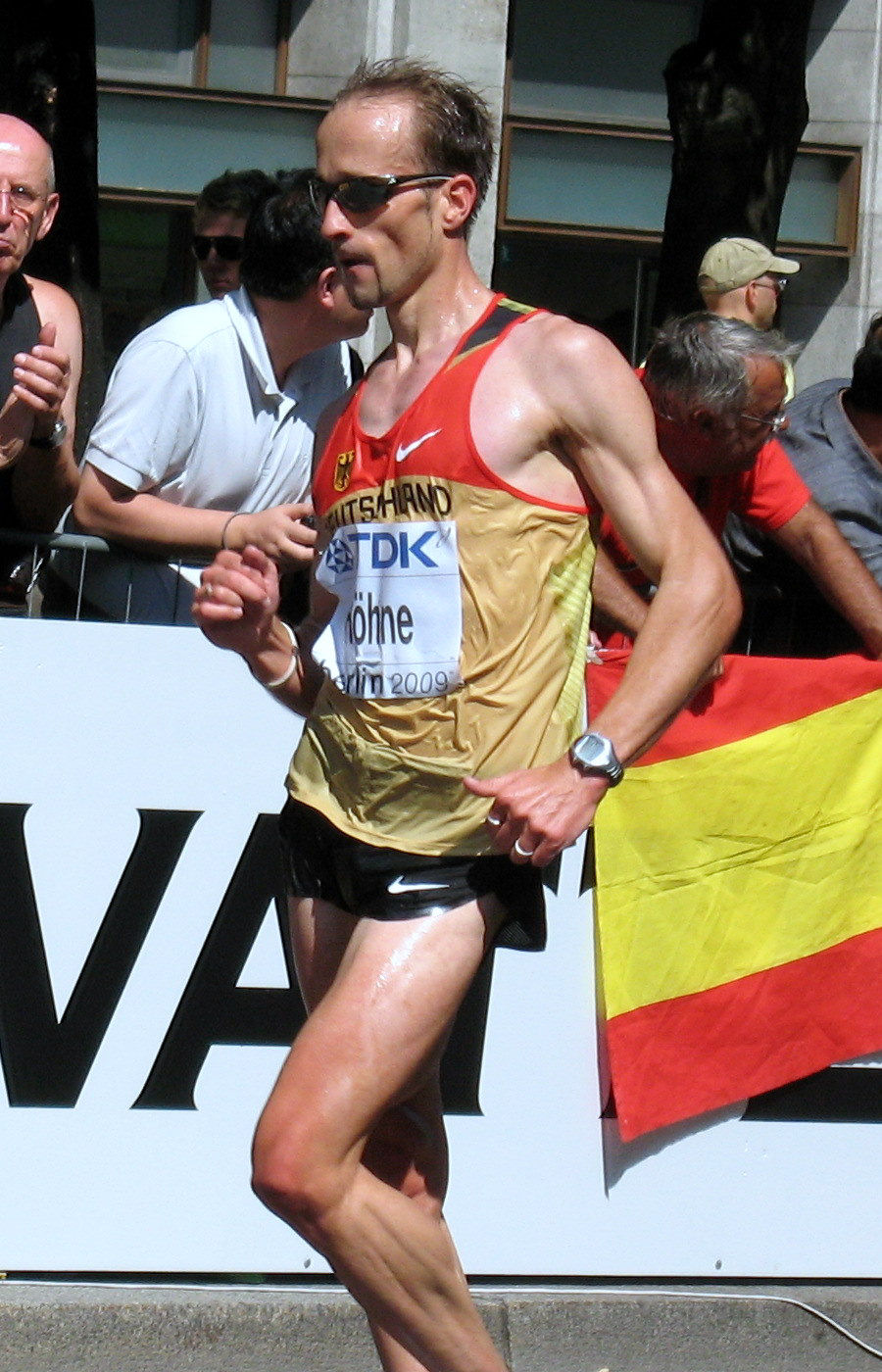
André Höhne gab den Wettkampf auf
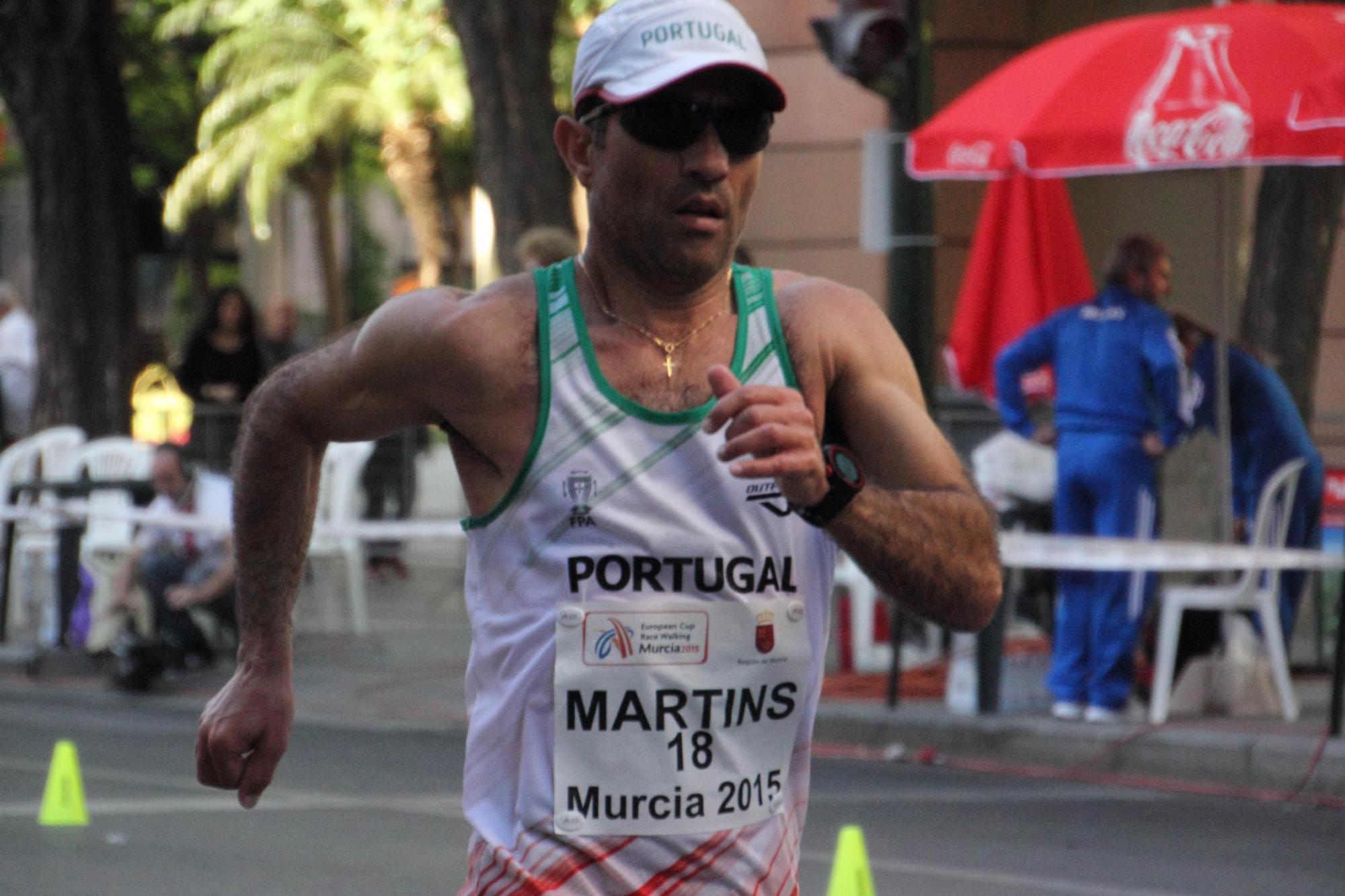
Pedro Martins erreichte nicht das Ziel
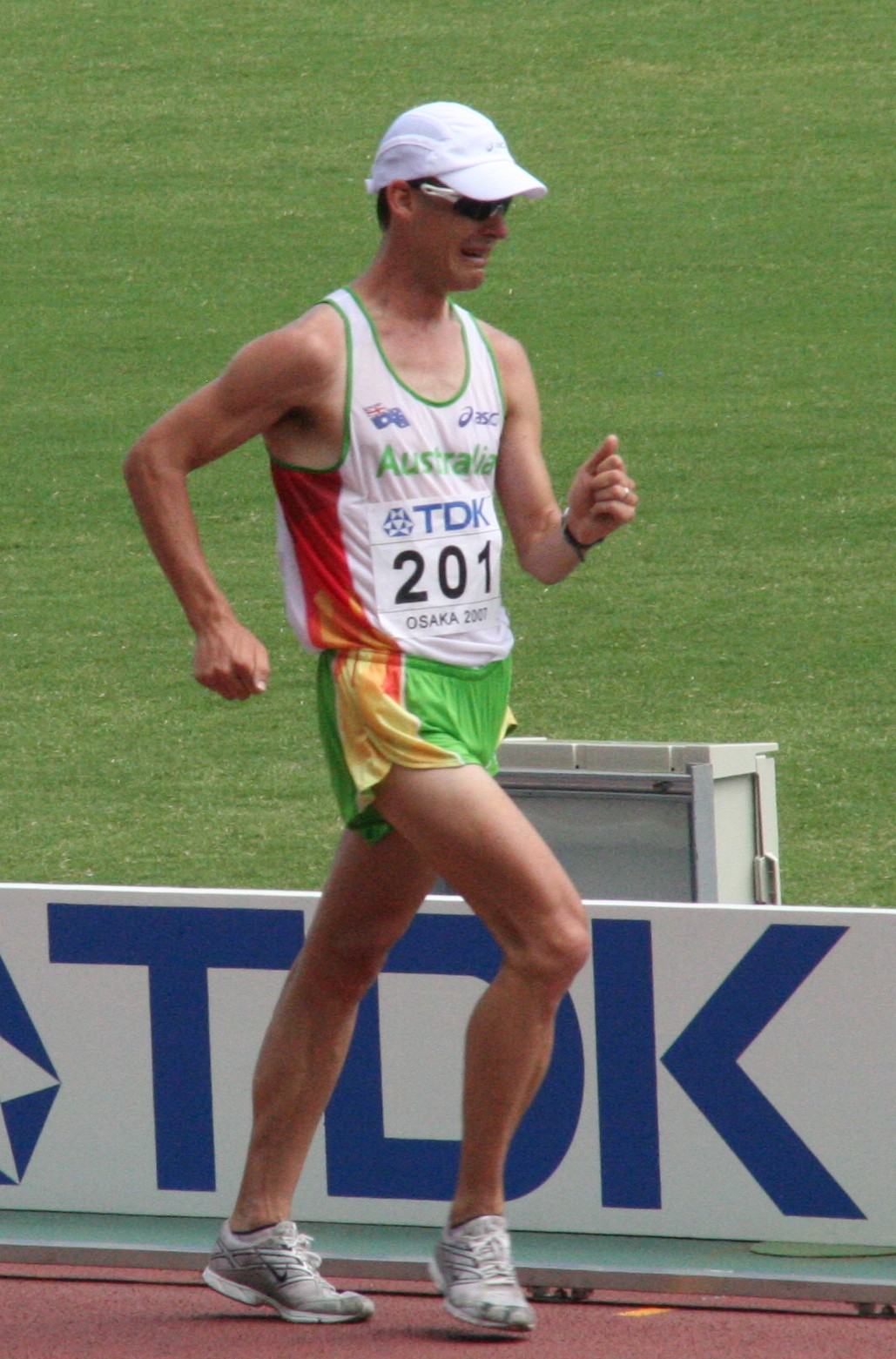
Nathan Deakes – disqualifiziert
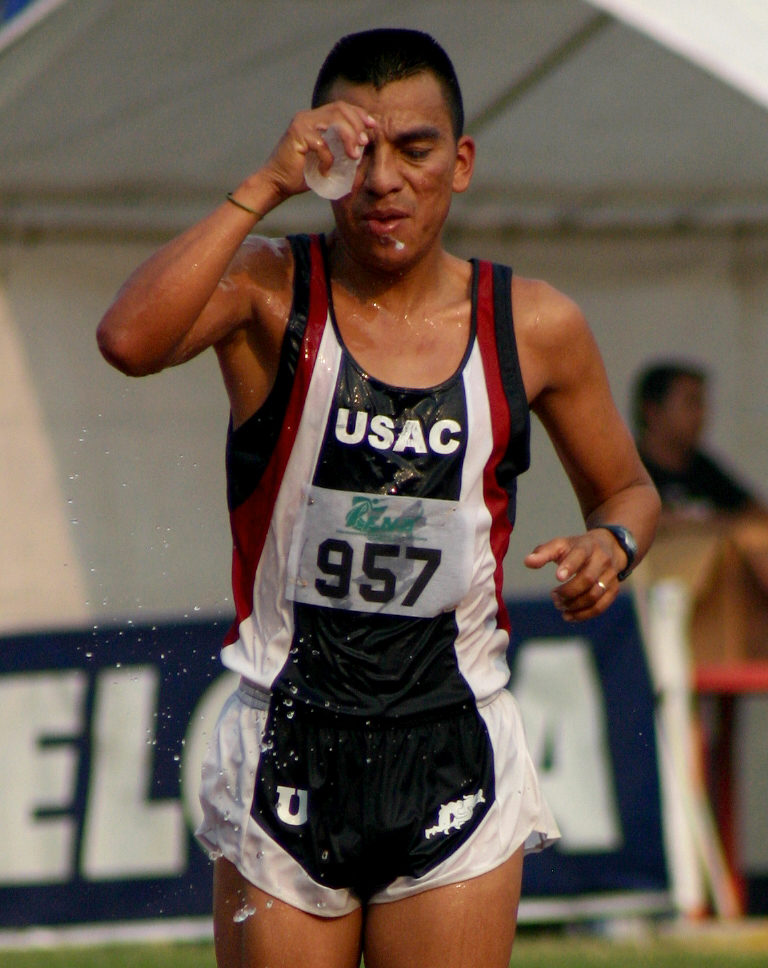
Julio René Martínez – disqualifiziert
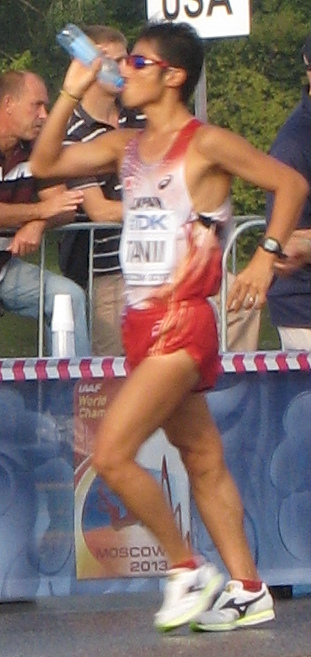
Takayuki Tanii – disqualifiziert

## Video
- Robert Korzeniowski - złoty medal, Ateny 2004, chód na 50 km, youtube.com, abgerufen am 26. April 2018